# Wettlauf zum Tod
Wettlauf zum Tod (Originaltitel: La course à la mort) ist ein Roman des französischsprachigen Schriftstellers Édouard Rod, der 1885 in Paris veröffentlicht wurde.

## Handlung
Der Titel des Romans ist sowohl im französischen Original als auch in der deutschen Übersetzung sinnstiftend: Nichts darin scheint einen Sinn, ein Ziel zu ergeben, alles fließt ausschließlich und unausweichlich dem Tod zu, dem am Ende niemand entfliehen kann.
In Tagebuchform hängt der namenlose Protagonist seinen Träumereien nach. Der Erzähler scheint Schriftsteller von Beruf zu sein, da er stets seine eigentliche Schreibblockade beklagt. Erst als die zuvor vom Misanthropen kaum beachtete Cécile stirbt, die als einzige Person der von ihm Beschriebenen einen Namen trägt, bekennt er sich zu seiner Liebe zu ihr. Der Roman gibt vor allem der Enthaltsamkeit literarischen Ausdruck, die stark von Arthur Schopenhauers Aufsatz Metaphysik der Geschlechtsliebe in seinem Hauptwerk Die Welt als Wille und Vorstellung und der durch ihn  im Frankreich des 19. Jahrhunderts begründeten Missinterpretation des Buddhismus beeinflusst war. Schopenhauer definiert hier Sexualität nicht individuell, sondern als „Lebenswillen der Gattung“. Am Ende „verschmilzt“ der Icherzähler im Tode rätselhaft mit der Natur.

## Einordnung
Der Roman ist das erste und bisher einzige Werk des selbst in seiner Sprachheimat fast vergessenen Autors, das über hundert Jahre nach seiner Entstehung ins Deutsche übersetzt wurde. Somit fällt es fast ebenso der „Vergessenheit“ zum Opfer wie jenem Schicksal, das der Protagonist in Wettlauf zum Tod für sich selbst befürchtet.
Die Technik der Tagebuchschilderung mag Rod den Fragments d’un journal intime des Autors Henri-Frédéric Amiel entnommen haben, die 1883 posthum herausgegeben wurden. So entdeckte der Übersetzer  bei dem in Genf aufbewahrten Ur-Manuskript, das zwischen 1881 und 1884 entstand, noch keine Tagebuchform und auch die Schilderung der durchaus körperlichen Liebe hat hier noch nicht den Charakter des Unerreichten oder Unerfüllten. Darüber hinaus taucht ein gemeinsames Kind der beiden Liebenden in der Urfassung nachvollziehbar noch auf.
Das Buch gibt in der Sprache des 19. Jahrhunderts dem Ekel vor dem Leben und der Todessehnsucht Ausdruck. Charles Baudelaires Gedicht Tod der Liebenden, das Édouard Rod zitiert, ist ein weiteres literarisches Vorbild für den Autor. Parallelen zu Rods Werk wurden auch in Das mörderische Leben von seinem Zeitgenossen Félix Vallotton entdeckt, aus dessen Werk das Motto „Das Verhängnis hat es übernommen, mein Leben einzurichten“, ebenfalls stammen könnte.
In seiner Formensprache kehrt Rod sich erstmals vom Naturalismus der Schule Émile Zolas ab. Allerdings greift Rod, dem diese Selbstbeschränkung durchaus vertraut gewesen wäre, nicht zum Stilmittel des inneren Monologs, den der ihm bekannte Édouard Dujardin zwei Jahre später in seinem Roman Les lauriers sont coupés und bereits 25 Jahre vor James Joyce entwickelte.
Der Übersetzer Fabian Stech fasste das Kennzeichnende des Werks in folgendem Absatz zusammen: „Doch sein Wettlauf hat den Tod zum Ziel. Alle Gründe zu sterben werden vom Icherzähler aufgezählt. Einsamkeit und Schmerz, Langeweile und Unfähigkeit sich mitzuteilen, Unfähigkeit zum Ruhm. Es handelt sich um die Gründe eines protestantischen Bürgers im Fin de siècle. Eines Bürgers, der sich ganz bewusst einer Veränderung der Verhältnisse in den Weg stellt. Alle Versuche der Veränderung sind Eitel. Weder der Sozialismus noch die Kirche können helfen. Wir sind zum Sterben geboren. Da alles Sterben muss, gibt es keinen Grund Ungerechtigkeiten zu beseitigen. Die letzte, einzige Ungerechtigkeit bleibt.“ So gesehen wird der „Pessimismus zur Doktrin erhoben.“
Maurice Barrès hielt Wettlauf mit dem Tod für Rods bestes Werk, während Marcel Proust, der im Übrigen Rods Naturbeschreibungen besonders schätzte, hingegen Là haut, 1896, den Vorzug gab.
Vincent van Gogh erwähnte in einem Brief vom 25. Juni 1889 seinem Bruder Theo van Gogh die Lektüre von „Le sens de la vie“, da es ein „sequel“ zu  „La course à la mort“ sei und fügte hinzu, dass er es zwar von beider Schwester Elisabeth Huberta Du Quesne-Van Gogh geschickt bekommen habe, ihm persönlich das Buch aber etwas zu prätentiös geraten sei. Vincent von Gogh empfand es als kaum erbaulich („Surtout c’est peu réjouissant“) und wunderte sich, dass man ein derartiges kleines Buch in jenen Zeiten für 3,50 Francs vertreiben könne.

## Ausgaben
- Édouard Rod: La Course de la mort, éd. Frizine et Cie., Paris 1885.
- Édouard Rod: La Course de la mort, Les Editions de l’Aire, Vevey 2007, ISBN 2-88108-815-5[16]
- Édouard Rod: Wettlauf zum Tod. Mit einem Vorwort des Autors. Übersetzt von Fabian Stech, Ullstein Verlag. Berlin 1998, ISBN 3-548-24283-9.